# رامون دي كامبوأمور
رامون دي كامبوأمور (بالإسبانية: Ramón de Campoamor)‏ شاعر إسباني، وُلد في نافيا بمنطقة أستورياس في 24 سبتمبر 1817. كان ينتمي إلى حزب الوسط الليبرالي. كتب العديد من المقالات المتعلقة بموضوعات فلسفية، وبعض الأعمال الدرامية والقصائد الملحمية والفلسفية مثل: كولون و الدراما الكونية والمحامي تورالبا.
تندرج عددًا من القصائد القصيرة تحت إبداعه الشخصي الخاص مثل أوموراداس ما بين عامي 1886 و1888 ودولوراس عام 1846 وقصائد صغيرة ما بين 1872 إلى 1874. وحاول كامبوأمور بأعماله السابقة تخطي تيار الرومانسية، مبتكرًا نوعًا خاصًا من الشعر البسيط والمُشكك الذي يتوافق مع العصر، والذي يبدو في بعض الأحيان شعرًا ساخرًا مع بعض الموعظة التي لم يكن لها قيمة، والتي تعتبرها الدراسات النقدية في الوقت الحالي أعمالًا مبتذلة.
شرح كامبوأمور أفكاره المبتكرة في عمله بويتكا أو الأعمال الشعرية قائلًا: «يعد الشعر تمثيلًا إيقاعيًا لفكرة عن طريق بعض الصور، التي يتم التعبير عنها من خلال لغة لا هي بنثرية ولا أكثر طبيعية ولا بأقل الكلمات...  فقط يجب على الإيقاع أن يفصل بين لغة الشعر عن لغة النثر الخاصة به... أستشعر بكل أسف فكرة الفن من أجل الفن ولهجة الكلاسيكية الخاصة، أسعي من داخلي إلى الوصول إلى الفن من أجل الفكرة والتعبير عنها بلغة واضحة، متطورًا الجوهر والشكل الشعري». وتوفي في مدريد في 11 فبراير عام 1901.

## روابط خارجية
- رامون دي كامبوأمور على موقع الموسوعة البريطانية (الإنجليزية)
- رامون دي كامبوأمور على موقع ميوزك برينز (الإنجليزية)